# Um por Todos ou Todos por Um
Um por Todos ou Todos por Um é o quarto e último álbum de estúdio da banda gaúcha TNT, lançado em 2005 pelo selo gaúcho Orbeat Music.

## Faixas
1. Por Enquanto
2. Tá na Lona
3. Contigo
4. Ondas Coloridas
5. Juro Que Não
6. Ao Redor
7. Bicho Esquisito
8. Quando a Noite Vem
9. O Quanto Antes
10. Histórias Felizes
11. Mais Menos
12. Se Quer Saber
13. A Chuva

## Prêmios e indicações

### Prêmio Açorianos
| Ano  | Categoria    | Indicação                    | Resultado |
| ---- | ------------ | ---------------------------- | --------- |
| 2005 | Disco de Pop | Um por Todos ou Todos por Um | Indicado  |